# سيما فلم
سيما فلم (الفارسية: سیمافیلم) هي مؤسسة إنتاج أفلام تابعة لشبكة إذاعة وتلفاز إيران الحكومية. تأسست في عام 1994. تُنتج أربعة أنواع من الأفلام للمتحدثين باللغة الفارسية. وهي تُنتج إنتاجات حصرية لشبكة إذاعة وتلفاز إيران الحكومية. تعمل هذه المؤسسة كواحدة من الإدارات الرئيسية داخل منظمة شبكة إذاعة وتلفاز إيران الحكومية. خضعَت المؤسسة لتغييرات في عشرينيات القرن العشرين مع انتقال العقود الحكومية للإنتاج إلى سيما فلم بدلًا من شبكة إذاعة وتلفاز إيران الحكومية. والرئيس التنفيذي للشركة هو جواد رمضان نجاد.

## طالع أيضًا
- إذاعة جمهورية إيران الإسلامية